# رجال‌الدین محمد شاه
پاکودا سری سلطان رجال‌الدین محمد شاه ابن المرحوم سلطان سلیمان شاه دوم (عربی: سري السلطان رجال الدين محمد شاه بن المرحوم سلطان سليمان شاه ۲؛ درگذشت – ۴ اکتبر ۱۶۵۲) سیزدهمین سلطان کداح بود. دوران حکمرانی او از سال ۱۶۲۶ تا ۱۶۵۲ به طول انجامید. هنگامی که پدر او در سال ۱۶۱۹ به عنوان زندانی به آچه منتقل گردید، خود را نائب السلطنه پنداشت. رجال‌الدین جهت مقابله با سلطه آچه از پادشاهی سیام درخواست کمک کرد. او در ماه اوت ۱۶۲۶ مرکز زمامداری خود را به کوتا ناگا منتقل کرد. رجال‌الدین در باتاویا با هلند روابط دیپلماتیک برقرار کرد.